# Vincenzo Di Stefano
Vincenzo Di Stefano (Castelbuono, ... – Castelbuono, ...; fl. XIX secolo) è stato un militare italiano.
Partecipò alla Presa di Roma da parte del Regio Esercito nel 1870.

## Biografia
Minatore di professione, si arruolò nel Regio Esercito e venne assegnato al V genio minatori. Partecipò alla conquista di Roma, e fu colui che sparò la cannonata che aprì la breccia di Porta Pia il 20 settembre 1870.
Morì in vecchiaia nella sua casa in via Collegio Maria a Castelbuono.